# Kommando Zivil-Militärische Zusammenarbeit
Das Kommando Zivil-Militärische Zusammenarbeit (KdoZMZBw) ist die fünfte Generation CIMIC (Civil Military Cooperation) in der Bundeswehr. Bereits Ende 2001 wurde ein Vorgängerverband aus Kontingenten von Heer, Luftwaffe und Marine als Teil der damals ebenfalls neu aufgestellten Streitkräftebasis in der Clausewitz-Kaserne Nienburg/Weser aufgestellt. Die Stärke beträgt nach der 2017 erfolgten Strukturanpassung Neuausrichtung der Bundeswehr ungefähr 200 Soldaten sowie zivile Mitarbeiter. Neben diesen in Nienburg dienstleistenden Personen, erfährt das Kommando Zivil-Militärische Zusammenarbeit Unterstützung für Einsatzzwecke durch 81 Dienstposten, welche in 16 Landeskommandos lokalisiert sind, durch beim Civil-Military Cooperation Centre of Excellence (CCOE) Dienst tuende Soldaten, sowie durch drei weiteren Dienstposten an der Bundesakademie für Bevölkerungsschutz und Zivile Verteidigung (BABZ) in Bad Neuenahr-Ahrweiler.
Zum 1. April 2025 wurde das MN CIMIC Cmd in KdoZMZBw umbenannt und dem nahezu zeitgleich aufgestellten Unterstützungskommando der Bundeswehr unterstellt.

## Geschichte

### Erste Generation: CIMIC Bataillon (Indienststellung 28. März 2003)
Der Bedarf für CIMIC wurde bei dem Beginn des NATO-Einsatzes SFOR in Bosnien und Herzegowina erstmals erkannt, da dort abweichend von den Planungen des Kalten Krieges, nach welchen die Zivilbevölkerung als evakuiert galt, die Bundeswehr ihren Auftrag umgeben von der Bevölkerung und im engen Verbund mit Internationalen Organisationen (IOs) und Nichtregierungsorganisationen (NGOs) erfüllen musste. Dieser Herausforderung wurde im Jahr 2003 mit der Aufstellung des CIMIC Bataillons 100 in Nienburg, welches erstmals entsprechende Fachleute zur Verfügung stellen konnte, Rechnung getragen. Der Schwerpunkt lag hierbei auf der Rückführung von Flüchtlingen und dem Aufbau von Infrastruktur (hier primär mit der Intention, das Aufkommen weiterer Flüchtlinge zu minimieren).
Das CIMIC Bataillon 100 bestand neben einer Stabs- und Unterstützungskomponente weiterhin nur aus Einsatzkräften.

### Zweite Generation: CIMIC Zentrum (Indienststellung: 4. Mai 2006)
Der Auftrag des CIMIC-Zentrums war strikt an die Anforderungen bzgl. der Auslandseinsätze der Bundeswehr gebunden. Der Schwerpunkt verschob sich hierbei vom Aufbau von Infrastrukturen hin zur besseren Auswertung der zivilen Lage, zur Beratung der militärischen Führung und der Zusammenarbeit mit zivilen Organisationen (analog den drei Kernaufgaben von CIMIC gemäß NATO-Definition). Zu der bisher bestehenden Struktur kam 2006 eine erste Befähigung zur Ausbildung eigener Kräfte hinzu. Die Weiterentwicklung war zu dieser Zeit im Streitkräfteunterstützungskommando (SKUKdo) in Köln verortet und wurde erst mit dessen Auflösung zum CIMIC-Zentrum überführt.

### Dritte Generation: Zentrum Zivil-Militärische Zusammenarbeit der Bundeswehr (Indienststellung: 26. November 2013)

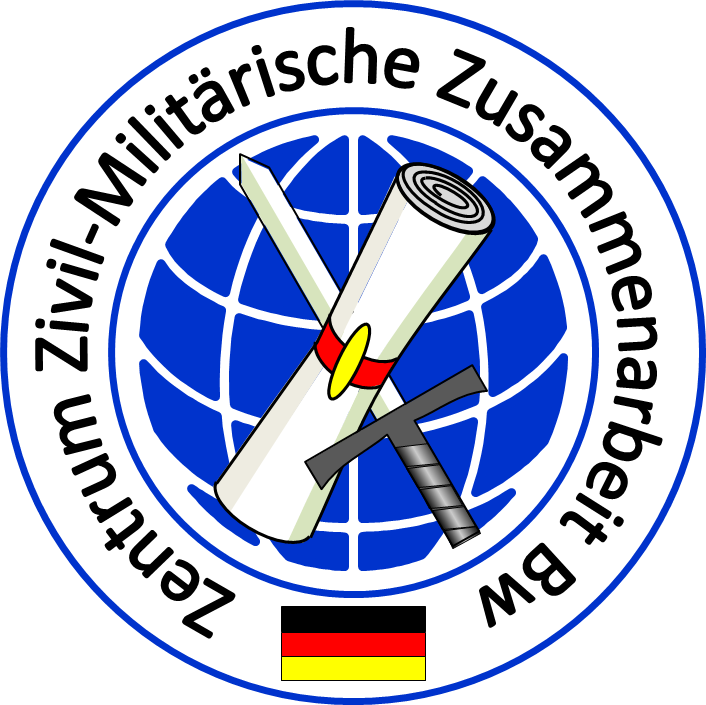
Wappen des Zentrum ZMZ

Das Zentrum Zivil-Militärische Zusammenarbeit der Bundeswehr (ZentrZMZBw) ist das Kompetenzzentrum für den Aufgabenbereich Zivil-Militärische Zusammenarbeit der Bundeswehr (ZMZBw) und nunmehr dem Kommando Territoriale Aufgaben der Bundeswehr (KdoTerrAufgBw) unterstellt.
Das Betätigungsfeld des Zentrums umfasst somit nicht mehr nur Aufgaben, die in Verbindung mit den Auslandseinsätzen stehen, sondern auch die Ausbildung der Zivil-Militärischen Zusammenarbeit im Inland. Hierbei wird auch durch die Bildung einer wissenschaftlichen Analysefähigkeit in der Abteilung Weiterentwicklung die ZMZBw-fachliche Beratung und Analyse für Ausbildung, Einsatz und Weiterentwicklung weiter verbessert. Dies betrifft vor allem die Landeskommandos. Das Manöverelement des neuen ZentrZMZBw waren die beiden 2013 aufgestellten Einsatzbereiche. Hier waren die gut 200 Einsatzkräfte beheimatet, welche die Aufgaben in den nationalen und multinationalen Einsätzen der Bundeswehr wahrnahmen. Nach einer Strukturanpassung 2016 (mit Wirkung zum 1. April 2017) erfolgte die Zusammenlegung der Einsatzbereiche zu einer Abteilung Einsatz.
Das Zentrum fungiert darüber hinaus auch als Übungszentrum und -plattform für Aufgaben der zivil-militärischen Zusammenarbeit. Auf internationaler Ebene arbeitet das Zentrum mit dem Civil-Military Cooperation Centre of Excellence der NATO zusammen.
Zentral sind hierbei die Bemühungen und Maßnahmen des Zentrums Zivil-Militärische Zusammenarbeit der Bundeswehr, die Interaktion zwischen militärischen und zivilen Akteuren zu fördern.
Mit Abstellungen beteiligt(e) sich das ZentrZMZBw an ISAF in Afghanistan, der Folgemission Resolute Support  (RS), KFOR, verschiedenen UN-Missionen/Einsätzen, der European Training Mission Somalia (EUTM SOM) und der European Forces Republic Central Africa (EUFOR RCA). Des Weiteren waren die Soldaten des Zentrums bereits bei den vorangegangenen Balkaneinsätzen im Einsatz.

### Vierte Generation: Multinational CIMIC Command (Indienststellung: 30. September 2019)
Am 30. September 2019 ist die Umgliederung zum Multinational CIMIC Command (MN CIMIC Cmd) erfolgt, welches sich noch stärker auf die gemeinsamen Einsätze von EU und NATO konzentrieren und zudem internationale Anteile enthalten wird. Gelegentlich wird im Namen auch der Standort in Nienburg erwähnt. Hintergrund für diesen Schritt war, dass das Framework Nations Concept (FNC) Deutschland als Rahmennation für CIMIC vorsah und das ZentrZMZBw bereits durch multinationale Lehrgänge, die Übung JOINT COOPERATION und die langfristige Abgabe von internationalen Partnern bereits entsprechende Strukturen aufwies.
Im Oktober 2022 wurde das Kommando dem Territorialen Führungskommando der Bundeswehr unterstellt. Am 4. April 2024 kündigte Bundesminister der Verteidigung Boris Pistorius an, dass das Multinational CIMIC Command zukünftig Teil des neuen Unterstützungsbereichs werden wird.

### Fünfte Generation: Kommando Zivil-Militärische Zusammenarbeit (Indienststellung: 1. April 2025)
Zum 1. April 2025 wurde das MN CIMIC Cmd in KdoZMZBw umbenannt und dem nahezu zeitgleich aufgestellten Unterstützungskommando der Bundeswehr unterstellt.

## Joint Cooperation
Seit 2009 findet am Standort Nienburg zur Beübung in der Fachaufgabe die Übung JOINT COOPERATION (kurz JOCO) statt. Anfänglich noch als nationale Stabsrahmenübung ausgelegt, wuchs sie in den Durchführungen 2011 und 2013 langsam auf und konnte internationale Teilnehmer gewinnen. Seit 2014 wird JOCO jährlich durchgeführt und hat sich gegenwärtig zur größten Übung für die Fachaufgabe CIMIC weltweit entwickelt. So waren im Jahr 2016 ca. 300 Teilnehmer (militärisch und zivil) als Übungstruppe aus insgesamt 20 Staaten eingebunden. Beginnend mit der Multinationalisierung der Übung wandelte sich auch die Durchführungsart: anfangs noch als Übung im Hörsaal für Stabsanteile konzipiert, wurden zunehmend Feldkräfte eingebunden und der Übungsradius auf die umgebenden Gemeinden ausgedehnt. Hierdurch konnte die Arbeit einer CIMIC-Einheit realitätsnah und unter Einbindung aller Teilelemente simuliert werden. 2016 erstreckte sich das Übungsgebiet auf die Landkreise Nienburg, Verden sowie den nördlichen Bereich der Region Hannover. In diesem Gebiet beteiligten sich über 100 Vertreter von Behörden, Ämtern, Kommunalbetrieben und Firmen an der Durchführung der Übung. Weiterhin waren bis zu 300 Mitglieder von Hilfsorganisationen in die Übung eingebunden (unmittelbar oder über parallel stattfindende eigene Übungen). Insbesondere diese realitätsnahe Einbindung ziviler Stellen und Vertreter wird von den Übungsteilnehmern äußerst positiv bewertet. Im Jahr 2017 erstreckte sich die Übung auf dasselbe Übungsgebiet und fand dort vom 20. bis 27. Oktober mit etwa 350 Soldaten verschiedenster NATO-Staaten und zahlreichen Beobachternationen aus insgesamt 23 Nationen statt.

## Wappen
Das Verbandsabzeichen ist eine Weiterentwicklung des bereits genehmigten Verbandsabzeichens des vormaligen CIMIC-Zentrums. Es beinhaltet drei Hauptaussagen: Im Zentrum steht eine stilisierte Weltkugel mit Längen- und Breitengraden, welche die bisherigen Einsatzbereiche auf dem Balkan, in Afghanistan und Afrika sowie die internationalen Verflechtungen im Bereich der Ausbildung und der Ausbildungsunterstützung sowie mögliche zukünftige Einsätze symbolisiert. Über der Weltkugel befinden sich ein Schwert und eine Pergamentrolle, um das Zusammenwirken von militärischer und ziviler Seite zu symbolisieren, was international verbreitet ist und somit die Internationalität unterstreicht. Die Bundesflagge bezieht sich auf die Aufgaben des Zentrums innerhalb Deutschlands. Die Farbgebung (orange, blau) findet sich im internationalen Schutzzeichen für Zivilschutz wieder.